# ロードランナー・レコード
ロードランナー・レコード（Roadrunner Records）は、アメリカ合衆国ニューヨーク州のレコード・レーベル。ヘヴィメタル系のバンドが多く所属しており、その中でもメタルコアやニューメタルなど1990年代以降のヘヴィメタルを主に扱っている。

## 概要
1980年にロードレーサー・レコード（Roadracer Records）の名でオランダで営業を開始。1986年に現在の名に改称すると同時にアメリカ合衆国ニューヨークにも進出し、カナダ、イギリス、ドイツ、フランス、日本、オーストラリアと順次営業地域を拡大させていった。アメリカでの配給は2001年までユニバーサルミュージック傘下のアイランド・デフ・ジャム・ミュージック・グループから行われていた。日本での配給は1996年にロードランナー・ジャパンが創設されるまで株式会社アポロン内のレーベルFEMS（Far East Metal Syndicate/ファー・イースト・メタル・シンジケート）から行われていた。
1990年初頭の一時期、デスメタル専門のサブ・レーベル“R/C”が存在し、オビチュアリーやセパルトゥラ等がR/Cよりリリースしていたが、すぐに本体のロードランナー・レコードに吸収された。
躍進したのは1990年代。初のビルボードTOP40入りがセパルトゥラ『ケイオスA.D.』（1993年）で、その2年後には初のゴールド・ディスク獲得がタイプ・オー・ネガティヴ『ブラッディ・キッシズ』（1993年）で果たされた。2000年には初のプラチナ・ディスク獲得がスリップノット『アイオワ』（2001年）によって実現した。
2005年に創立25周年を記念してロードランナーを代表するアーティスト達（離脱したアーティストも含めて）が一斉に集まって『ロードランナー・ユナイテッド』を企画、アルバムを製作しライヴも行った。
ワーナー・ミュージック・グループがロードランナー・レコードを含むRoadrunner Music Group B.V.の株式のうち73.5%を7350万ドルで取得することが決定。2007年1月に買収され、アトランティック・レコード傘下の独立レーベルとなった。
なお、日本国内の配給を担っていたロードランナー・ジャパンは、2011年3月25日付でワーナーミュージック・ジャパンの子会社となり、同年6月1日にワーナーへ吸収合併された。

## 主な所属アーティスト
- ゴジラ（Gojira）
- イン・ディス・モーメント（In This Moment）
- コーン（Korn）
- マーモゼッツ（Marmozets）
- モーションレス・イン・ホワイト（Motionless in White）
- スラッシュ（Slash）
- スリップノット（Slipknot）
- ストーン・サワー（Stone Sour）
- セオリー・オブ・ア・デッドマン（Theory of a Deadman）
- トリヴィアム（Trivium）
- ターンスタイル（Turnstile）

## 過去に所属していたアーティスト
- エアボーン（Airbourne）
- アルター・ブリッジ（Alter Bridge）
- アーティレリー（Artillery）
- エイシスト（Atheist）
- アトレイユ（Atreyu）
- アトロフィー（Atrophy）
- Bat Cave
- ビリーヴァー（Believer）
- バイオハザード（Biohazard）
- ブラック・レーベル・ソサイアティ（Black Label Society）
- ブルヘリア（Brujeria）
- キャリバン（Caliban）
- CASBAH
- カヴァレラ・コンスピラシー（Cavalera Conspiracy）
- コール・チェンバー（Coal Chamber）
- コード・オレンジ（Code Orange）
- クレイドル・オブ・フィルス（Cradle of Filth）
- サイクロン（Cyclone）
- シニック（Cynic）
- ドス（Dååth）
- デス（Death）
- ディーサイド（Deicide）
- ディレイン（Delain）
- デヴィル・ウェアーズ・プラダ（The Devil Wears Prada）
- デヴィルドライヴァー（DevilDriver）
- ディスインカーネイト（Disincarnate）
- ドラゴンフォース（DragonForce）
- ドリーム・シアター（Dream Theater）
- ドライ・キル・ロジック（Dry Kill Logic）
- エレクトリック・イール・ショック（Electric Eel Shock）
- フィア・ファクトリー（Fear Factory）
- フィーヴァー333（Fever 333）
- ザ・グレイト・カット（The Great Kat）
- ヘイトブリード（Hatebreed）
- ヒーゼン（Heathen）
- イル・ニーニョ（Ill Niño）
- イモレイション（Immolation）
- KEMURI
- キルスウィッチ・エンゲイジ（Killswitch Engage）
- キネティック・ディセント（Kinetic Dissent）
- キング・ダイアモンド（King Diamond）
- ラム・オブ・ゴッド（Lamb Of God）
- レーナード・スキナード（Lynyrd Skynyrd）
- マシーン・ヘッド（Machine Head）
- マディーナレイク（Madina lake）
- マストドン（Mastodon）
- メガデス（Megadeth）
- マーシフル・フェイト（Mercyful Fate）
- ミスフィッツ（The Misfits）
- マーダードールズ（Murderdolls）
- ネイルボム（Nailbomb）
- ニッケルバック（Nickelback）
- ナイトウィッシュ（Nightwish）
- オビチュアリー（Obituary）
- オーペス（Opeth）
- ペスティレンス（Pestilence）
- PE'Z
- クイーンズライク（Queensrÿche）
- ラット（Ratt）
- レルム（Realm）
- ロブ・ゾンビ（Rob Zombie）
- セイダス（Sadus）
- セパルトゥラ（Sepultura）
- シャドウ・ギャラリー（Shadow Gallery）
- シルヴァー・マウンテン（Silver Mountain）
- ソウルフライ（Soulfly）
- スパインシャンク（Spineshank）
- スティル・リメインズ（Still Remains）
- サフォケイション（Suffocation）
- タイプ・オー・ネガティヴ（Type O Negative）
- ウィズイン・テンプテーション（Within Temptation）
- ゼントリックス（XENTRIX）
- ゼイオー（Zao）
- ザ・69・アイズ（The 69 Eyes）